# Poljot

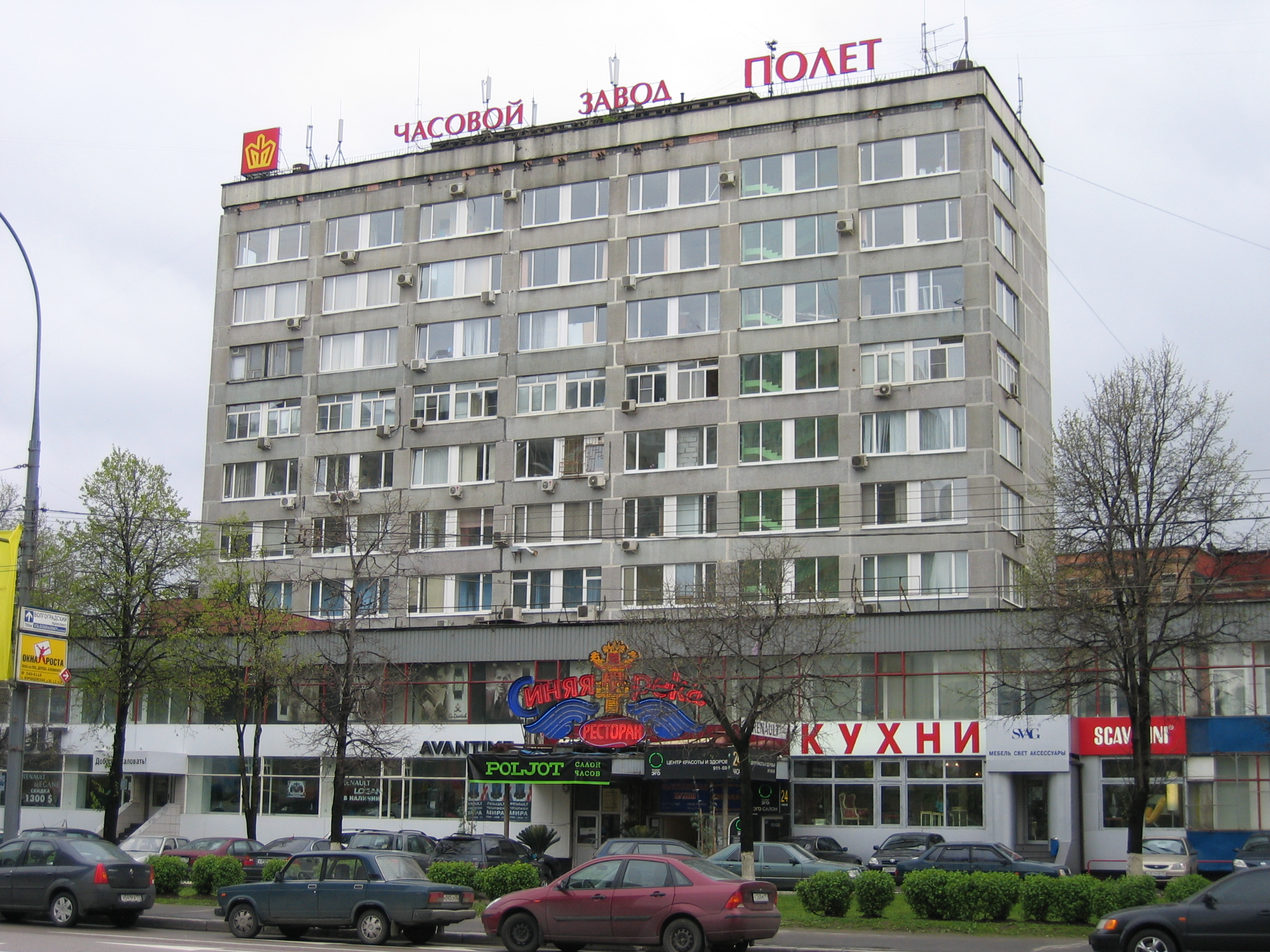
Poljots klockfabrik i Moskva.

Poljot (ryska: Полёт) är en rysk ur- och klocktillverkare med säte i Moskva. De har sedan 1930 tillverkat helmekaniska armbandsur.